# Sancho Carranza de Miranda
Sancho Carranza de Miranda fue un religioso navarro del siglo XVI, tío paterno de Bartolomé de Carranza de Miranda.

## Biografía
Cursó estudios de Filosofía y Teología en el Colegio de Bolonia de la Universidad de París, institución en la que también se doctoró. Fue canónigo de Calahorra y magistral de Sevilla. Fue designado catedrático de Filosofía en la Universidad de Alcalá, teniendo como epígonos a Martín de Azpilcueta y a Juan Ginés de Sepúlveda. Cisneros captó para el claustro universitario a miembros del "grupo parisiense": Carranza, Antonio Ramírez de Villaescusa, Fernando de Encina y Domingo de Soto, que introdujeron la renovación de la lógica. 
En el claustro complutense irrumpió en 1519 la controversia antierasmista, comenzada por Diego López de Estúñiga, con quien se alineó Carranza. Este transmitió a Erasmo un Opusculum in Desiderii Erasmi annotationes, que cotejaba, desde la escolástica, las traducciones de Erasmo, que reputaba podían ser de falsa interpretación cristológica. Erasmo no se mostró aquiescente con tales comentarios y respondió con Apologia de tribus locis quos ut recte taxatos ab Stunica defenderat Sanctius Carranza Theologus, acerva crítica personal contra Carranza, a quien motejó como "os impudens", y general contra el claustro complutense. La Iglesia española envió a Carranza a Roma como delegado ante León X. Al retornar a España, modificó su parecer hacia Erasmo, renunciando a la anterior diatriba que aún mantenía Estúñiga, convirtiéndose en apasionado erasmista. 
Fue alumno del filósofo y matemático Gaspar Lax.